# Ghosts 'n Goblins: Gold Knights
Ghosts 'n Goblins: Gold Knights, conosciuto in Giappone come Makaimura Kishi Retsuden (魔界村騎士列伝?), è un videogiochi a piattaforme del 2009, sesto capitolo della serie Ghosts 'n Goblins, sviluppati e pubblicati dalla software house Giapponese Capcom per iPhone e iPod touch.
Il gioco è il primo della serie ad avere un secondo personaggio giocabile, Lancelot (ランスロット?, Ransurotto), oltre ad Arthur, il protagonista della serie.
Il titolo, come il suo sequel, è stato rimosso dall'App Store il 10 maggio 2016.